# Droga I/70 (Czechy)
Droga I/70 (cz. Silnice I/70) – droga krajowa I kategorii na południu Czech. Arteria łącząca miejscowość Petrov (węzeł z drogą I/55) z dawnym przejściem granicznym ze Słowacją. Trasa jest najkrótszą drogą krajową w Czechach – liczy dokładnie 729 m.